# (7717) Tabeisshi
(7717) Tabeisshi est un astéroïde de la ceinture principale.

## Description
(7717) Tabeisshi est un astéroïde de la ceinture principale. Il fut découvert le 7 janvier 1997 à Ōizumi par Takao Kobayashi. Il présente une orbite caractérisée par un demi-grand axe de 2,44 UA, une excentricité de 0,28 et une inclinaison de 6,0° par rapport à l'écliptique.

## Compléments